# Aéroport domestique du Wadi al-Dawasir
L'aéroport domestique du Wadi ad-Dawasir est l'aéroport des oasis et des vallées du Wadi ad-Dawasir, à l'extrême sud de la province de Riyad, au sud de l'Arabie saoudite : Al Khamassin, Al Faw.

## Situation
| Neom Dammam Djeddah Riyadh Médine Al-Hofuf Yanbu Buraidah Abha Al Bahah Haïl Tabuk Ta'if Al-Jawf Al Wajh Arar Bisha Dawadmi Gurayat Najran Qaisumah Rafha Sharurah Al-`Ula Turaif Wadi al-Dawasir |

## Compagnies et destinations
| Compagnies | Destinations                              |
| ---------- | ----------------------------------------- |
| Flynas     | Abha, Riyad-roi Khaled                    |
| Saudia     | Djeddah - Roi-Abdelaziz, Riyad-roi Khaled |

Édité le 09/09/2020

## Statistiques
Pour des raisons techniques, il est temporairement impossible d'afficher le graphique qui aurait dû être présenté ici.

Voir la requête brute et les sources sur Wikidata.